# Licania cuspidata
Licania cuspidata là một loài thực vật có hoa trong họ Cám. Loài này được (Rusby) Prance mô tả khoa học đầu tiên năm 1972.